# Adolphus Lehnert Wex
Adolphus Lehnert Wex (* 8. August 1859 in London; †  7. Januar 1918 in Hamburg) war ein deutscher Anwalt und Politiker.

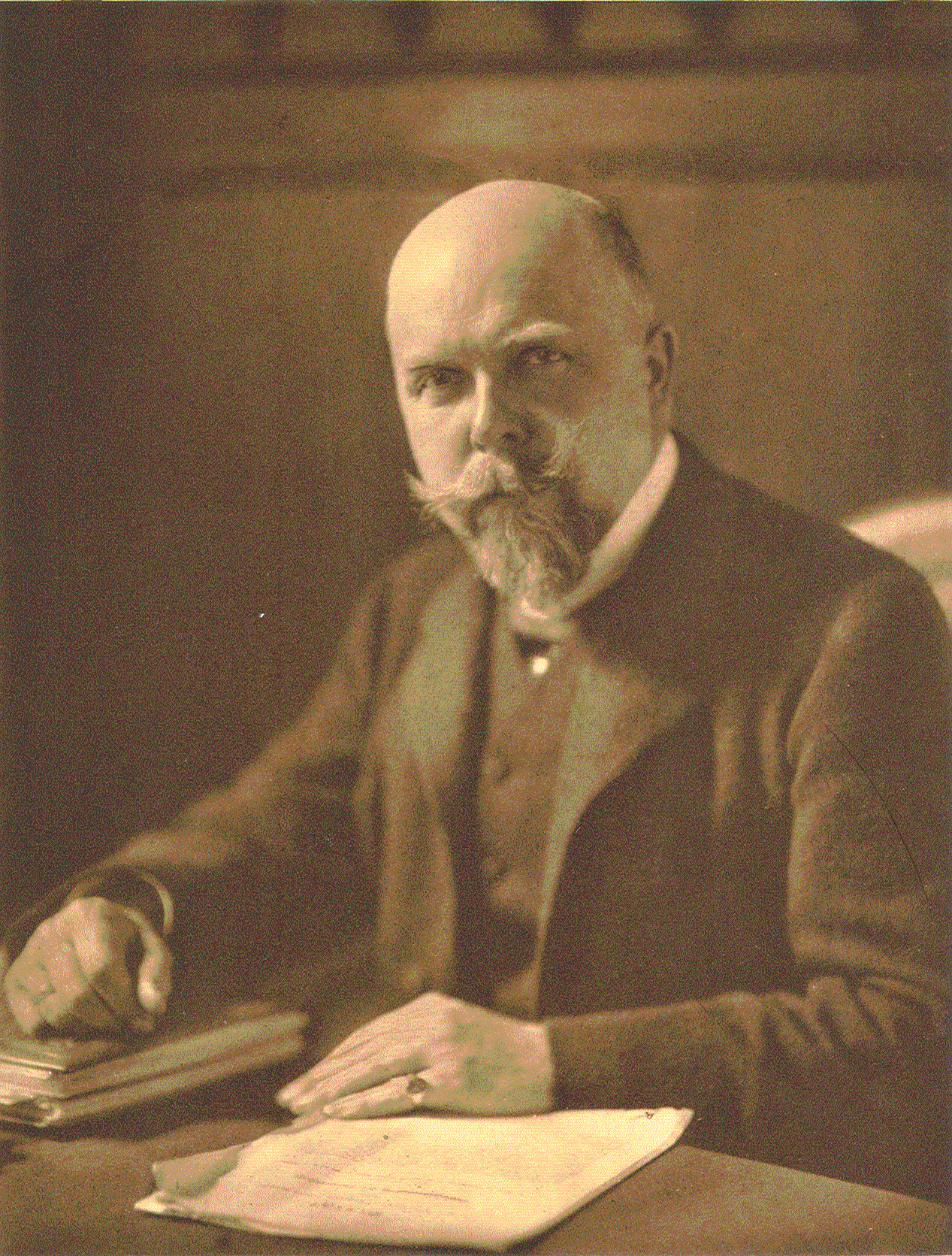
Adolphus Lehnert Wex 1905

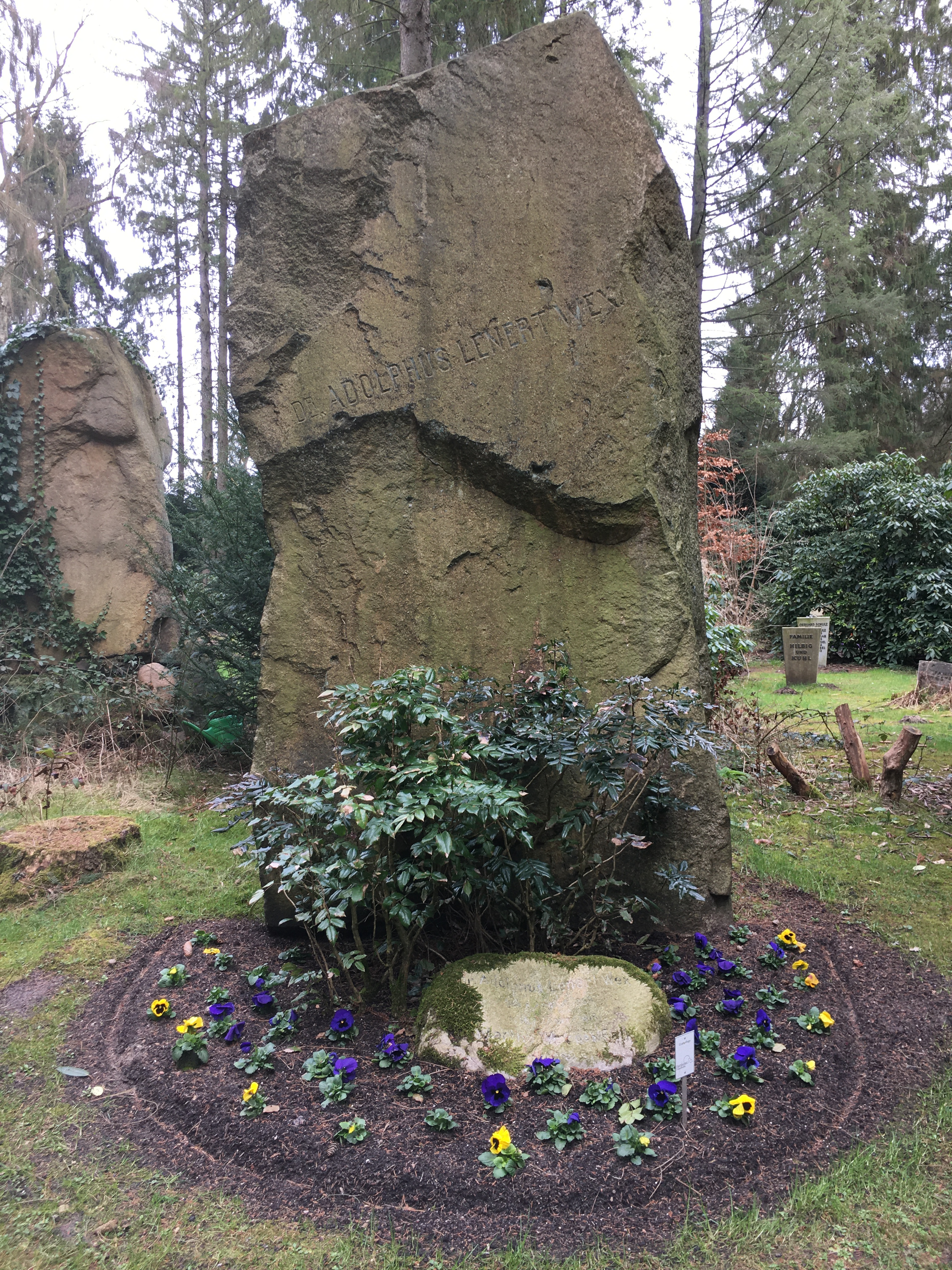
Grabstätte auf dem Friedhof Ohlsdorf

## Leben
Wex war Rechtsanwalt in der Kanzlei Dr. Wex & Dr. Magnus. 
Wex gehörte von 1896 bis 1918 der Hamburgischen Bürgerschaft an, er war bis 1906 Mitglied der Fraktion der Linken. 1906 schloss er sich der Fraktion der Vereinigten Liberalen. Von 1913 bis 1918 war er Fraktionsvorsitzender der Vereinigten Liberalen. Von 1904 bis 1906 war er 1. Vizepräsident der Bürgerschaft. Wex gehörte dem Bürgerausschuss von 1898 bis 1904 an. 
Wex wurde in der Familiengrabstätte auf dem Friedhof Ohlsdorf beigesetzt. Die Grabstätte liegt im Planquadrat W 26 östlich von Kapelle 2.